# 洛維特 (喬治亞州)
洛維特（英語：Lovett）是位於美國喬治亞州勞倫斯縣的一個非建制地區。該地的面積和人口皆未知。

## 地理
洛維特的座標為32°38′18″N 82°46′03″W / 32.63833°N 82.76750°W，而該地的平均海拔高度為102米（即335英尺）。